# Talk About Love
Talk About Love è un singolo della cantante svedese Zara Larsson, pubblicato l'8 gennaio 2021 come quarto estratto dal terzo album in studio Poster Girl.
Il brano vede la partecipazione del rapper statunitense Young Thug.

## Pubblicazione
La cantante ha annunciato la pubblicazione del singolo il 5 gennaio 2021 tramite i suoi canali social.

## Video musicale
Il video musicale, diretto da Larsson e Ryder Ripps, è stato reso disponibile il 8 gennaio 2021.

## Tracce
Testi e musiche di Amy Allen, Mike Sabath, Dewaine Withmore Jr. e Jeffery Lamar Williams.
1. Talk About Love (feat. Young Thug) – 3:19

## Formazione
Musicisti
- Zara Larsson – voce
- Young Thug – voce aggiuntiva
- Bart Schoudel – editing vocale

Produzione
- Mike Sabath – produzione
- Șerban Ghenea – missaggio
- John Hanes – ingegneria del suono
- Jacob Richards – assistenza all'ingegneria del suono
- Mike Seaberg – assistenza all'ingegneria del suono
- DJ Riggins – assistenza all'ingegneria del suono
- Michelle Mancini – mastering

## Classifiche
| Classifica (2021) | Posizione massima |
| ----------------- | ----------------- |
| Svezia            | 21                |